# Jan Karol Łaski
Jan Karol Łaski herbu Korab (zm. w 1754 roku) – podczaszy podolski w 1752 roku, łowczy trembowelski w 1750 roku, podwojewodzi lwowski w latach 1747-1753, łowczy kołomyjski w 1744 roku, podwojewodzi bełski w latach 1733-1744, cześnik nowogrodzkosiewierski w 1733 roku.